# Delta Goodrem
Delta Goodrem (Sydney, 9 november 1984) is een Australische zangeres en actrice. Delta begon haar carrière bij Neighbours, een Australische soapserie. Haar debuutalbum Innocent Eyes werd veertien keer platina (980.000 platen) en leverde vijf nummer 1-hits op in haar thuisland.
Na een periode van ziekte (in 2003 op 18-jarige leeftijd kreeg Delta lymfklierkanker) kwam ze terug met een nieuw album getiteld Mistaken Identity. Dit werd vijf keer platina (350.000 platen) en leverde haar twee nummer 1-hits op. In 2006 werkte ze aan een nieuw album en maakte ze een promotietournee door Japan, nadat ze haar twee albums had samengevoegd en in Japan uitgebracht.
In 2007 komt ze terug met een nieuw album genaamd Delta. Haar eerste single behaalde de hoogste positie in haar thuisland. Het album bereikte ook de nummer 1-positie en werd meteen platina. Sinds de uitgave is het driemaal platina (210.000 verkochte exemplaren) geworden

## Biografie
Delta groeide op in een voorstad van Glenhaven, ten noordwesten van Sydney. Delta wist vanaf een jonge leeftijd al dat ze zangeres wilde worden. Op haar zevende begon ze met piano spelen. Op school deed Delta mee met optredens waarbij ze zowel zong als acteerde. Ze heeft tijdens deze periode ook in een aantal tv-reclames gespeeld. Op 12-jarige leeftijd maakte Delta een demo-cd met daarop vijf zelfgeschreven nummers en het Australische volkslied. De cd kwam via via in handen van manager Glenn Wheatley. Hij was meteen enthousiast en hielp Delta om haar droom te verwezenlijken.
Op 15-jarige leeftijd kreeg Delta een platencontract aangeboden bij Sony Music. Haar eerste single 'I Don't Care' verscheen eind 2001 in Australië. Het nummer werd door de media niet echt opgepakt en niet veel later geraakte het ook niet ver in de hitlijsten. Goodrem zelf vond ook dat het nummer niet paste bij de stijl die ze voor ogen had. Om die reden veranderde ze haar stijl en besloot een album op te nemen met eigen liedjes, waarin haar favoriete muziekinstrument centraal moest staan: de piano.
Omdat Delta nog niet erg bekend was bij het Australische publiek, werd haar gevraagd of ze voor een korte periode een rol wilde spelen in de Australische soap Neighbours. Dit aanbod accepteerde Delta. Ze zou de rol gaan spelen van Nina Tucker, een meisje dat beroemd wilde worden. Toen ze de rol van Nina kreeg in Neighbours, verhuisden Delta en haar moeder naar Melbourne.
Delta was een grote ster in Australië, en had inmiddels ook succes in het Verenigd Koninkrijk. Ze wilde een poging wagen om ook in Amerika door te breken. Op 8 juli 2003 werd lymfklierkanker geconstateerd. Ze moest meteen stoppen met haar werk en werd nog dezelfde week geopereerd om het kwaadaardige weefsel in haar hals te laten verwijderen. Hierna volgde een uitgebreide behandeling met zowel chemotherapie als radiotherapie. Een tijd lang was het stil rond Delta, tot het moment van de ARIA Awards. Delta wilde aanwezig zijn en besloot om te gaan. Tijdens de uitreiking won ze acht prijzen. Delta kon door haar ziekte niet optreden en daarom zou Darren Hayes haar nummer 'Lost Without You' zingen. Hij droeg dit op aan Delta. Een jaar na de diagnose werd Delta genezen verklaard.

## Muziek

### 2001-2003: Begin carrière,Innocent Eyes
Tussen de opnames van Neighbours door begon ze aan het schrijven en opnemen van nummers voor haar eerste album. De eerste single daarvan was Born to try en bracht ze voor het eerst ten gehore in Neighbours. Hierna verscheen de single in Australië en werd het een gigantische hit. Het behaalde de eerste plaats en werd meervoudig met platina onderscheiden. Ook in Engeland, Nieuw-Zeeland, Nederland en andere landen werd "Born To Try" uitgebracht. In England bereikte het de nummer 3-positie en in Nederland nummer 19 in de Nederlandse Top 40.
Vlak voor de uitgave van haar debuut, begin 2003, scoorde de zangeres opnieuw een grote hit in haar thuisland. Ditmaal met 'Lost Without You'. Opnieuw een nummer 1 in de hitlijsten en een aantal platina-platen rijker. Terwijl "Lost Without You" debuteerde op nummer 4 in de Engelse hitlijst, bracht Delta haar debuutalbum uit.
Op 24 maart 2003 bracht Delta haar eerste album uit, getiteld "Innocent Eyes", een verwijzing naar een van de nummers op het album, dat verhaalt over haar jeugd en hoe muziek en de piano altijd een rol hebben gespeeld in haar leven en dat van haar ouders. Het album debuteerde op nummer 2 maar ging de week erop naar nummer 1, welke positie 29 weken werd vastgehouden. In Engeland haalde het de nummer 2-positie en zou daar uiteindelijk meer dan 750.000 keer verkopen.
De derde single werd genoemd naar het gelijknamige album "Innocent Eyes". Dit liedje werd tevens een nummer 1-hit in Australië. In Engeland werd het een top 10-hit en eindigde op nummer 9. Op 8 juli 2003 kreeg Delta te horen dat ze kanker had. Ze was toen 18 jaar. Toch werd er rond die tijd een vierde single uitgebracht genaamd "Not Me, Not I", Delta's favoriete song op het album. Deze single kon niet achterblijven bij de andere singles en haalde dus ook de nummer 1-positie in Australië. Hiermee verslaat Delta het huidige record van Kylie Minogues debuutalbum die 3 nummer 1-hits had in haar thuisland. Ze is ook uitgeroepen als enige Australische act die ooit 4 nummer 1-hits heeft geschreven. De video was ongeveer het laatste project wat Delta heeft gedaan voordat ze zich liet behandelen voor kanker. In Engeland behaalde het (slechts) de nummer 18-positie. In oktober van 2003 werd bekend dat Delta genomineerd was voor 11 ARIA Awards (vergelijkbaar met de Amerikaanse Grammy's en de Nederlandse Edison Awards). Uiteindelijk won ze er 7 en versloeg daarmee Natalie Imbruglia die het record op haar naam had staan met 6 ARIA Awards in 1999. Delta zelf was bij de uitreiking met een pruik op vanwege haaruitval door de chemotherapie die ze moest ondergaan vanwege haar kanker.
Als laatste single werd "Predictable" gekozen maar die werd alleen in Australië uitgebracht. Dit werd tevens haar vijfde nummer 1-hit. Nog nooit heeft een artiest in Australië alle singles van zijn of haar debuutalbum op nummer 1 weten te krijgen.
In de eerste week van december 2003 brak "Innocent Eyes" een record: het stond 25 weken achter elkaar op nummer 1.
In totaal heeft het 29 weken op nummer 1 gestaan en is dus het langste nummer 1-album aller tijden in Australië. Het album werd 14x platina verklaard (980.000 albums) en 2 keer platina in England (600.000 albums). In totaal heeft het album wereldwijd 2,5 tot 3 miljoen exemplaren verkocht.

### 2004-2005:Mistaken Identity, filmdebuut en The Visualise Tour
Nadat Delta genezen was verklaard begon ze met het opnemen van een nieuw album, getiteld 'Mistaken Identity', dat op 8 november 2004 werd uitgebracht. Mistaken Identity is opnieuw een verwijzing naar een van de nummers op het album. Tijdens haar ziekte maakte Delta zoveel mee dat veel van de nummers op haar tweede album over deze periode gaan. Zo gaat het nummer Extraordinary day over 8 juli, de dag dat ze te horen kreeg dat ze kanker had ~ I can't change faith of that July the 8th and it was never the same. Het nummer Mistaken Identity is het favoriete nummer van Delta. Ze beschrijft hierin hoe ze altijd dacht dat ze de dingen in het leven onder controle leek te hebben, maar dit uiteindelijk niet zo bleek te zijn The girl I used to be has a terrible case of mistaken identity.
Voordat het album uit kwam speelde Goodrem in verfilming van een populair kinderboek in Australië genaamd Hating Alison Ashley. Dit was haar filmdebuut na jaren in Neighbours te hebben gespeeld. In de film zag men dat Delta nog niet helemaal geheeld was van haar kanker-periode.
De eerste single van het album, Out of the blue, kwam meteen binnen op nummer 1. Dit versterkte haar record, ze had nu 6 achtereenvolgende nummer 1-hits. De tweede single van Mistaken Identity was het gelijknamige liedje. Dit was de eerste single die niet op nummer 1 kwam in Australië. Het bereikte de nummer 7-positie.
Eind 2005 bracht Delta haar 3 single uit. Almost Here was een duet samen met Brian McFadden. Er gingen geruchten rond dat de twee een relatie zouden hebben terwijl Brian nog gewoon getrouwd was. Allebei ontkenden ze dit. Toch bleek 'Almost Here' een regelrechte hit. Het bereikte de nummer 1-positie in het thuisland van zowel Brian als Delta (Ierland en Australië). Doordat Brians ex-vrouw populair was in Engeland en met de geruchten die de ronde deden, bereikte de single (slechts) de 3de plaats. Delta besloot als 4de single A Little Too Late te kiezen. Door slechte promotie haalde 'A Little Too Late' niet eens de top 10, wat met geen van Delta's singles was gebeurd. Nummer 13 bleek het eindpunt van de single. Als laatste single werd Be Strong gekozen. Het werd uitgebracht als download track en in de video zie je beelden van haar Visualise Tour die ze deed in juli van 2005. Hij bereikte de nummer 1-positie op vele downloadsites.
Het album werd in Australië 5x platina verklaard (350.000) en bereikte de nummer 1-positie in haar thuisland, en goud in Engeland (100.000). Volgens velen was de reden dat haar succes in Engeland was gedaald was de negatieve berichtgevingen over haar en haar vriend Brian McFadden in de Engelse media. Ook het succes in haar thuisland daalde mede doordat Mistaken Identity niet hetzelfde vrolijke geluid bevatten als Innocent Eyes. Mistaken Identity was veel duisterder dan haar vorige album. Het album verkocht ongeveer 500.000 platen wereldwijd.
In de zomer van 2005 begon Delta haar eerste nationale tournee. Ze gaf 7 shows door Australië. Er was veel negatieve media over de tournee, mede omdat de tickets vrij duur waren. Een normale ticket kosten al gauw 60 Australische dollars (ongeveer 37 euro) wat voor Australische begrippen duur is. Toch was de gehele tournee uitverkocht. In het najaar bracht Goodrem een dvd uit met de gehele show op de dvd.

### 2005-2006: Geplande Amerikaans debuut, Commonwealth Games en Japans debuut
In de zomer van 2005 was het dan toch eindelijk tijd dat Delta zich wilde gaan richten op de Amerikaanse markt. Delta wilde hier een album uitbrengen dat een combinatie zou zijn van haar vorige twee albums. Ze zong een aantal nummers van het album 'Innocent eyes' opnieuw in en bracht haar eerste single in Amerika uit: 'Lost Without You'. Hiernaast trad Delta op in een aantal Amerikaanse tv show en zong ze het nummer ook op de World Music Awards. De oorspronkelijke uitgavedatum voor het album, getiteld 'Born to try' was 26 oktober 2005. Vreemdgenoeg werd de uitgave telkens een aantal maanden verschoven. In april 2006 maakte Goodrem betekent haar carrière in de VS in de wacht gezet te hebben. Dit had onder meer te maken met het feit dat de single 'Lost Without You' weinig tot niets in Amerika van de grond had gebracht. Delta gaf zelf aan dat ze als zangeres niet rijp genoeg zou zijn en dat ze zich wilde concentreren op haar carrière in Australië, waar het wel erg goed gaat. Nu is de planning dat ze rond kerstmis 2006 met een nieuw album gaat komen en zich dan eerst zal richten op Australië, Europa en Azië.

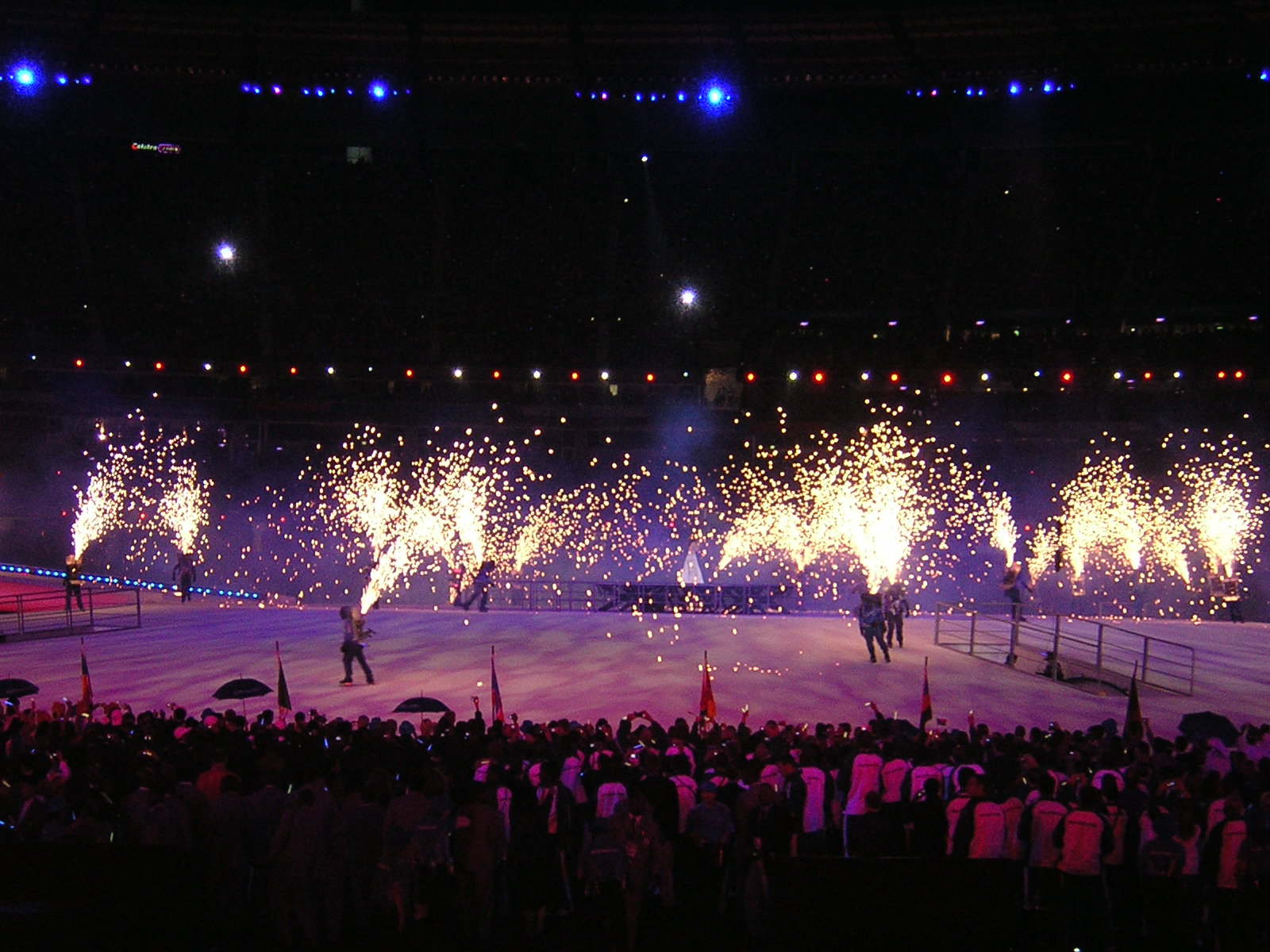
Goodrem tijdens de opening van de Commonwealth Games

Op 15 maart 2006 zong Goodrem tijdens de Commonwealth Games in Melbourne een nieuw nummer voor een publiek van ongeveer 1 miljoen man. Het nummer 'Together We Are One' schreef de zangeres samen met Brain McFadden en Guy Chambers. In eerste instantie was het niet de bedoeling dat dit nummer commercieel op single uitgebracht zou worden, maar de reacties van het publiek waren zo overweldigend dat Sony in april uiteindelijk toch nog de single in Australië op de markt lanceerde. Het bereikte de 2e plaats in de hitlijsten. Een zeer goede prestatie voor een zangeres die al enige tijd niks nieuws had uitgebracht en ook geen album aan haar zijde had.
Op 11 oktober 2006 bracht Goodrem een album uit in Japan om de Japanse markt te veroveren nadat het Amerikaanse project mislukt was. Het album heet Innocent Eyes (gelijk aan haar eerste album) maar is een samenvoeging van haar eerste (Innocent Eyes) en tweede album (Mistaken Identity). Ook twee geheel nieuwe liedjes zijn op het album toe gevoegd, "Flawed" en "Never Fades Away". "Flawed" werd de eerste single in Japan, die ook te horen is in de Japanse film Adiantum Blue. Het album debuteerde op nummer 17 in de Japanse internationale chart (Japanse aritiesten niet inbegrepen) en op nummer 24 op de officiële Japanse albumhitlijst (Japanse artiesten inbegrepen). Het album bereikte zijn hoogste positie op nummer 8 (Japanse internationale chart) na grootscheepse promotie. Van het album werden in Japan ongeveer 50.000 platen verkocht.
Delta heeft voor de nieuwe cd voor de Ierse boyband Westlife een duet met ze opgenomen. Namelijk een cover van "All Out of Love". Het liedje werd live opgevoerd tijdens een aflevering van het Britse The X Factor en het was tevens de tweede single van het album van Westlife. Eerder werkte ze samen met oud-bandlid Brian McFadden.

### 2007-heden:Delta

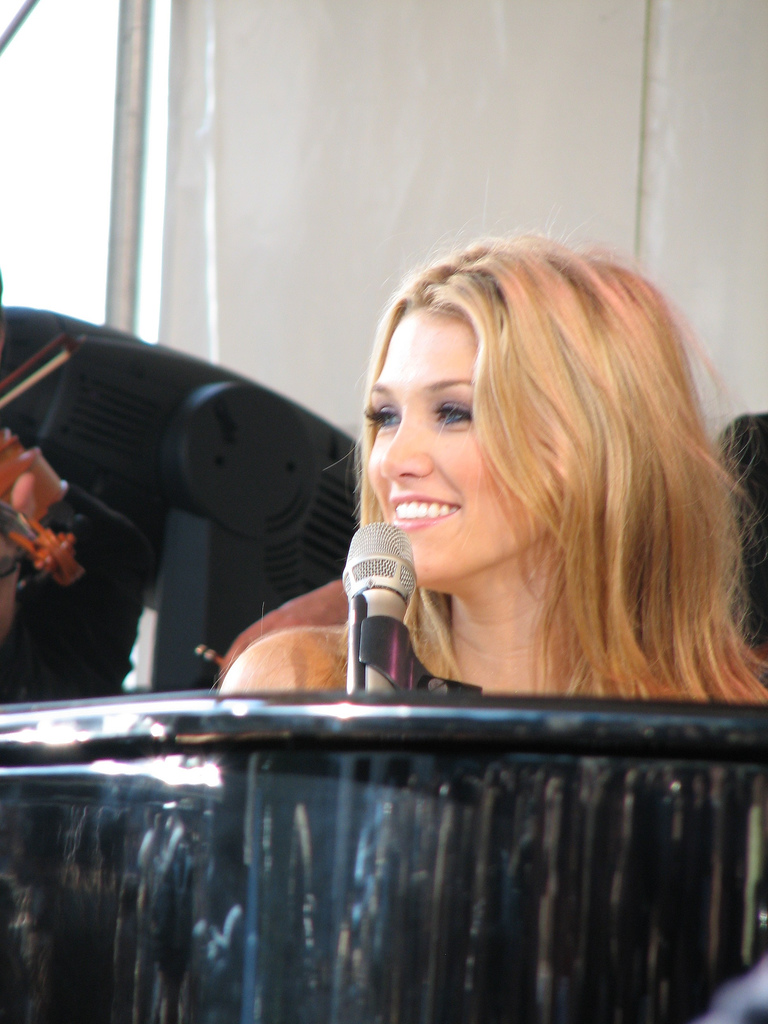
Goodrem treedt op in Australië

Vanaf 2006 werkte Delta onder meer in Londen en Los Angeles aan haar derde album, Delta. Voor schrijfsessies werkte ze met grote namen uit de muziekwereld als Steve Kipner, Wayne Wilkins, Stuart Crichton en Marius de Vries.
Haar single In This Life bereikte de nummer een-positie in haar thuisland wat haar achtste nummer een maakte. Daarmee staat ze gelijk aan Madonna en Kylie die tevens acht nummer-een-hits hebben in Australië. Het enige verschil is dat Madonna en Kylie Minogue dit haalden in 20 jaar en Delta in 6 jaar. De tweede single van het album is de track Believe Again. De videoclip voor de track was een van de duurste ooit in Australië gemaakt en debuteerde op 5 december 2007. De single was populair op de radio en ook als download.
Het album bereikte de nummer 1-positie met 23.000 verkochte albums. Toch kreeg het album een platina plaat omdat er 70.000 platen ingekocht waren. In de zesde week kreeg Delta nogmaals een platina plaat (140.000 platen). Het heeft sinds haar uitgave een derde certificatie gekregen namelijk 3x platina (210.000). Tot nu toe is het album 200.000 keer over de toonbank gegaan in de wereld.

### 2011-heden:The Voice Australiaen vierde studioalbum
Op 1 december 2007 werd bekend dat Goodrem verloofd is met Brian McFadden. Op 1 april 2011 werd bekendgemaakt dat er een eind is gemaakt aan deze relatie. Daarna kreeg Goodrem een relatie met Nick Jonas. Ook hieraan is een einde gekomen. In november 2011 werd bekendgemaakt dat Delta jurylid zou zijn in The Voice Australia die begin 2012 werd uitgezonden. 
In oktober 2012 bracht Goodrem in thuisland Australië haar vierde album uit, getiteld Child of the Universe.

## Acteercarrière

### Hating Alison Ashley
Delta werd halverwege 2004 gevraagd om de hoofdrol te spelen in een verfilming van het boek Hating Alison Ashley. Delta accepteerde de rol en dit resulteerde in haar eerste hoofdrol op het witte doek. De film werd alleen in Australië uitgebracht en werd een redelijk succes. Delta speelt de rol van Alison, een meisje dat rijk, intelligent en knap is. Iets dat andere meisjes op school nogal jaloers maakt.

## Tournees

### The Visualise Tour
In juli 2005 begint Delta met een tournee door Australië. Ze zingt nummers van beide albums, maar ook andere favoriete nummers van Delta, zoals Jets 'Are you gonna be my girl'. De ticketverkoop verloopt in het begin niet zo soepel, maar Delta krijgt het toch voor elkaar om alle zalen vol te krijgen. Ze zingt totaal 23 nummers. Haar laatste concert in Sydney werd opgenomen en is op 8 november 2005 op dvd verschenen, getiteld 'Delta Goodrem - The visualise tour'. Een week nadat de dvd 'Delta Goodrem - The Visualise Tour' is verschenen, komt hij nieuw binnen op de eerste plaats van de DVD Chart in Australië. Ook is het project al meteen platina.

### The Believe Again Tour
Begin 2009 start Delta haar tweede Australische tournee; the 'Believe Again Tour'. Singles in oude en nieuwe versie komen voorbij en album tracks van zowel het eerste als het laatste album komen voorbij. Ook worden een aantal covers gespeeld. Ook werden de fans getrakteerd op een 'campfire section' waarbij Delta o.a. Born to try speelde op de gitaar en That's Freedom covert, en een dans op Michael Jacksons Billy Jean. De laatste twee concerten werden opgenomen, waarvan binnenkort de dvd verwacht wordt.

### A Night With Delta tour The top of my world shows
Gepland in oktober 2012. Er zullen 6 concerten worden gegeven 2 in Sydney (State Theater) 2 in Melbourne (Hammer Hall ) en 2 in Brisbane ( Brisbane convention centre )

### Wings of the Wild Tour
Oktober en November 2016 geeft Delta opnieuw een tournee door Australië. De tour wordt genoemd naar haar vijfde album, Wings of the Wild. Tijdens deze tour geeft ze zeven shows, waarop ze nummers van haar vijfde album, maar ook covers en oudere nummers laat horen.

## Discografie

### Albums
- 'Innocent Eyes' (2003)
- 'Mistaken Identity' (2004)
- 'Delta' (2007)
- 'Child Of The Universe' (2012)
- 'Wings of the Wild' (2016)

### Singles
- Born to Try (2003)
- Lost Without You (2003)
- Innocent Eyes (2003)
- Not Me, Not I (2003)
- Predictable (2003)
- Out of the blue (2004)
- Mistaken identity (2005)
- Almost here (2005)
- A litte too late (2005)
- Be Strong(2005)
- Together We Are One (2006)
- All Out of Love (met Westlife) (2006)
- Flawed (2006)
- In This Life (2007)
- Believe Again (2007)
- You Will Only Break My Heart (2008)
- I Can't Break It To My Heart (2008)
- Sitting on top of the world (2012)
- Dancing with a Broken Heart (2012)
- Wish You Were Here (2012)
- Heart Hypnotic (2013)
- Wings (2015)
- Dear Life (2016)

met hitnoteringen in de Nederlandse Top 40
| Single met eventuele hitnotering(en) in de Nederlandse Top 40 | Datum van verschijnen | Datum van binnenkomst | Hoogste positie | Aantal weken | Opmerkingen        |
| ------------------------------------------------------------- | --------------------- | --------------------- | --------------- | ------------ | ------------------ |
| Born to Try                                                   | 10-03-2003            | 07-06-2003            | 15              | 7            |                    |
| Lost Without You                                              | 16-06-2003            | 25-10-2003            | 35              | 3            |                    |
| Not me, not I                                                 | 01-12-2003            | 20-12-2003            | tip5            | 5            |                    |
| Almost here                                                   |                       | 31-01-2005            | tip8            |              | met Brian McFadden |

### Dvd's
- 'Innocent Eyes' (2003)
- 'Hating Alison Ashley' (speelfilm) (2005)
- 'The Visualise Tour' (2005)
- 'Believe Again Australian tour 2009' (2009)